# Nuoto artistico ai campionati mondiali di nuoto 2025 - Singolo femminile (programma libero)
Il concorso del singolo femminile (programma libero) ai campionati mondiali di nuoto 2025 si è svolto dal 20 al 22 luglio 2025 presso la World Aquatics Championships Arena di Singapore.

## Programma
I preliminari si sono tenuti il 20 luglio mentre la finale si è svolta il 22 luglio.

## Risultati
| Pos | Atleta                   | Nazione                       | Qualificazione | Qualificazione | Finale   | Finale |
| Pos | Atleta                   | Nazione                       | Punti          | Pos            | Punti    | Pos    |
| --- | ------------------------ | ----------------------------- | -------------- | -------------- | -------- | ------ |
| 1   | Iris Tió                 | Spagna                        | 235.3063       | 3              | 245.1913 | 1      |
| 2   | Xu Huiyan                | Cina                          | 238.7737       | 1              | 241.0025 | 2      |
| 3   | Vasilina Khandoshka      | Atleti Neutrali Autorizzati A | 238.2762       | 2              | 239.5437 | 3      |
| 4   | Vasiliki Alexandri       | Austria                       | 229.8163       | 5              | 238.9976 | 4      |
| 5   | Klara Bleyer             | Germania                      | 229.9099       | 4              | 237.5600 | 5      |
| 6   | Enrica Piccoli           | Italia                        | 225.7726       | 6              | 232.6551 | 6      |
| 7   | Marloes Steenbeek        | Paesi Bassi                   | 218.5851       | 8              | 226.3387 | 7      |
| 8   | Audrey Lamothe           | Canada                        | 219.5675       | 7              | 224.2263 | 8      |
| 9   | Maria Alavidze           | Georgia                       | 213.2687       | 11             | 220.9438 | 9      |
| 10  | Jasmine Verbena          | San Marino                    | 214.1775       | 9              | 216.6937 | 10     |
| 11  | Zoi Karangelou           | Grecia                        | 213.8351       | 10             | 216.1775 | 11     |
| 12  | Kyra Hoevertsz           | Aruba                         | 209.7838       | 12             | 206.7925 | 12     |
| 13  | Karina Magrupova         | Kazakistan                    | 205.5326       | 13             | DNQ      | DNQ    |
| 14  | Lea Krajčovičová         | Slovacchia                    | 204.6238       | 14             | DNQ      | DNQ    |
| 15  | Ece Üngör                | Turchia                       | 203.8162       | 15             | DNQ      | DNQ    |
| 16  | Rachel Thean             | Singapore                     | 201.2638       | 16             | DNQ      | DNQ    |
| 17  | Matea Butorac            | Croazia                       | 195.0713       | 17             | DNQ      | DNQ    |
| 18  | Zoe Poulis               | Australia                     | 185.1412       | 18             | DNQ      | DNQ    |
| 19  | Ariana Coronado          | Perù                          | 183.0175       | 19             | DNQ      | DNQ    |
| 20  | Zea Montfort             | Malta                         | 180.4912       | 20             | DNQ      | DNQ    |
| 21  | Jennifer Russanov        | Nuova Zelanda                 | 180.2101       | 21             | DNQ      | DNQ    |
| 22  | Sabina Makhmudova        | Uzbekistan                    | 161.9862       | 22             | DNQ      | DNQ    |
| 23  | Lucía Ververis           | Uruguay                       | 149.0163       | 23             | DNQ      | DNQ    |
| 24  | Cesia Castaneda          | El Salvador                   | 147.8300       | 24             | DNQ      | DNQ    |
| 25  | Shao Anlan               | Macao                         | 140.6200       | 25             | DNQ      | DNQ    |
| 26  | Xera Vegter Maharajh     | Sudafrica                     | 134.0263       | 26             | DNQ      | DNQ    |
| 27  | Hilda Tri Julyandra      | Indonesia                     | 132.6663       | 27             | DNQ      | DNQ    |
| 28  | María Alfaro             | Costa Rica                    | 128.0950       | 28             | DNQ      | DNQ    |
| 29  | Alexandra Mansaré-Traoré | Guinea                        | 100.2962       | 29             | DNQ      | DNQ    |
| 30  | Talía Joa                | Cuba                          | 91.7500        | 30             | DNQ      | DNQ    |